# Bacia do Nilo

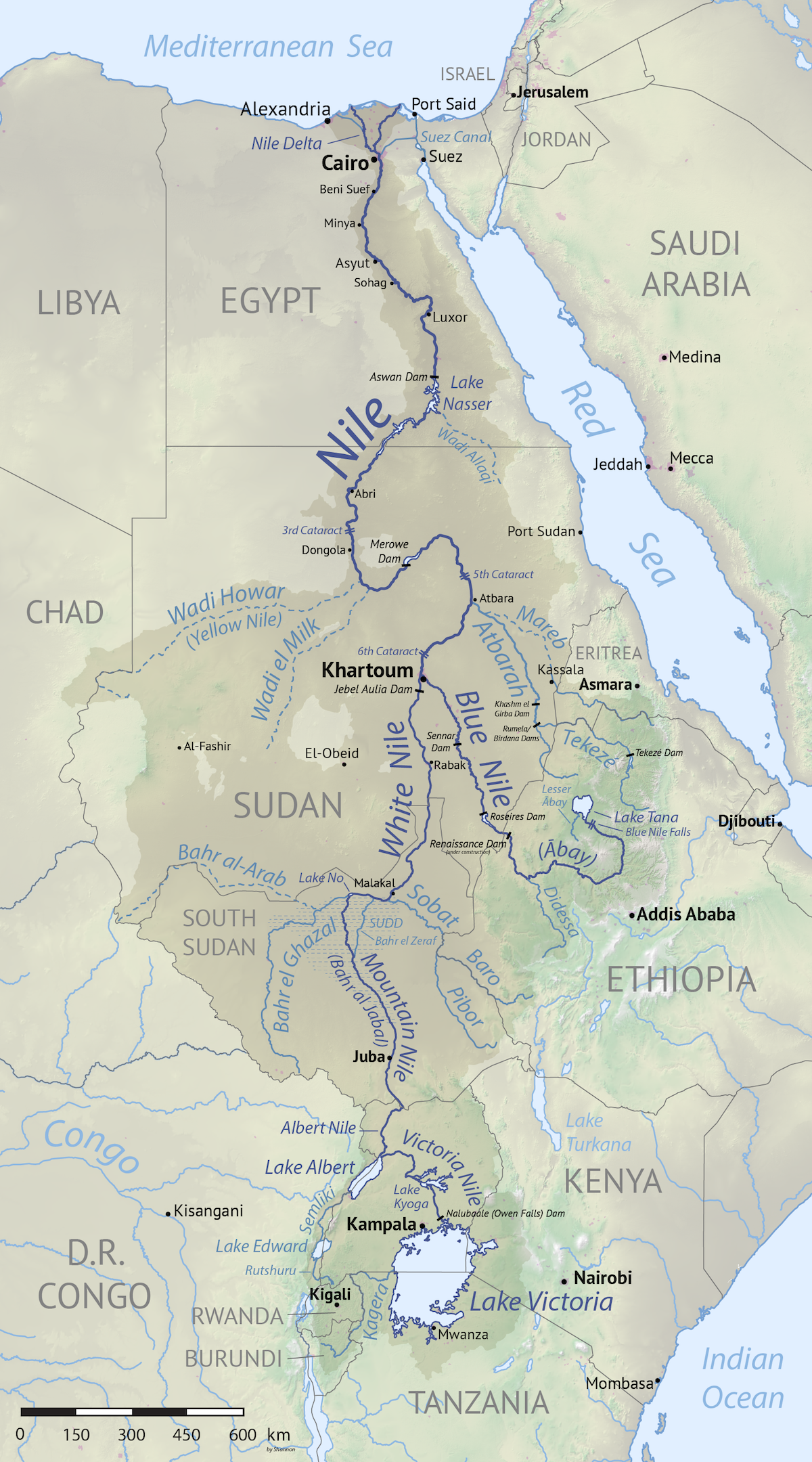
Bacia do rio Nilo.

A bacia do Nilo é uma bacia hidrográfica africana que tem seu principal flúmen de escoamento o rio Nilo, sendo a segunda maior bacia do continente, além de efetivamente a mais notável bacia da África. Abrange aproximadamente 2.870.000 km², ou cerca de 10% do território africano, atravessando regiões áridas e com grande densidade populacional. A Iniciativa da Bacia do Nilo (NBI) existe, desde 1999, com o objectivo de reforçar a cooperação na partilha dos seus recursos em causa.
A área de drenagem da bacia abrange Burundi, Ruanda, Tanzânia, Uganda, Congo-Quinxassa, Quênia, Sudão do Sul, República Centro-Africana, Etiópia, Sudão, Chade, Eritreia e Egito, sendo a principal fornecedora de água doce, energia elétrica e peixes para as populações das referidas regiões, suprindo cerca de 270 milhões de habitantes, ou 20% da população africana. A bacia nasce em terras altas e corre em regiões extremamente áridas, em especial o deserto do Saara.
Seu curso navegável principal é pelo rio Nilo, sendo o tramo da foz no mar Mediterrâneo (mais precisamente após o delta do Nilo) até cerca as proximidades da cidade de Assuão, no sul egípcio. Há ainda cursos navegáveis na represa de Assuã. No Nilo médio, após a represa, devido à presença de cataratas ao norte de Cartum (Sudão), o rio é navegável em apenas três trechos. O primeiro deles é da fronteira egípcia até o extremo sul do lago Nasser. O segundo é o trecho entre a terceira e a quarta catarata. O terceiro e mais importante trecho se estende de Cartum, ao sul, até Juba (Sudão do Sul).
O principal fornecedor de águas para a bacia é o Lago Vitória, localizado no Grande Vale do Rifte.
Uma divisória continental separa as águas da bacia do Nilo da bacia do Congo, a Divisória Congo-Nilo.